# Шиншиллы
Шинши́ллы (лат. Chinchilla) — род грызунов семейства шиншилловых. Естественный ареал — пустынное высокогорье Анд в Чили, Перу, Боливии и Аргентине. Шиншиллы являлись объектом интенсивной охоты из-за ценного меха, что привело к сильному уменьшению их численности и занесению в Красную книгу Международного союза охраны природы и природных ресурсов. Длиннохвостые шиншиллы разводятся на мех на фермах во многих странах.
Были одомашнены в 1919 году заводчиком-инженером Матиасом Чапменом, он вывез из Чили несколько особей и адаптировал их к условиям жизни в неволе.

## Виды
Различают два вида: малая длиннохвостая или береговая шиншилла (лат. Chinchilla lanigera), короткохвостая или большая шиншилла (лат. Chinchilla brevicaudata).

### Естественная среда обитания
Родина шиншилл — Южная Америка. Короткохвостые шиншиллы обитают в Андах Южной Боливии, северо-западной части Аргентины и северной части Чили. Длиннохвостая шиншилла на сегодняшний день встречается только в ограниченной области Анд на севере Чили.
Шиншиллы населяют сухие скалистые районы на высоте от 400 до 5000 метров над уровнем моря, предпочитая северные склоны. В качестве убежищ используются расщелины скал и пустоты под камнями, в случае их отсутствия зверьки выкапывают нору. Шиншиллы прекрасно приспособлены к жизни в горах. Шиншиллы моногамны. По некоторым данным, продолжительность жизни может достигать 20 лет. Шиншиллы ведут колониальный образ жизни; пищей им служат различные травянистые растения, в основном, злаковые, бобовые, а также мхи, лишайники, кактусы, кустарники, кора деревьев, из животной пищи — насекомые. У домашних особей рацион сильно отличается  – в нем нет места влажной, свежей или термообработанной пище, а оставшийся ассортимент исключает из себя жирную, чрезмерно крахмалистую, сладкую и тяжелую пищу (например: любые насекомые, орехи, семечки).
Шиншиллы живут колониями и активны в ночное время суток. Их скелет сжимается в вертикальной плоскости, позволяя животным пролезать сквозь узкие вертикальные трещины. Хорошо развитый мозжечок позволяет зверькам прекрасно передвигаться по скалам. Большие чёрные глаза, длинные усы-вибриссы, крупные овальные уши — не случайность: это приспособление к сумеречному образу жизни.
Эксплуатация зверьков в качестве источника ценного меха на рынке Европы и Северной Америки была начата в XIX веке, большая потребность в шкурках есть и по сей день. На одну шубу требуется порядка 100 шкурок, изделия из шиншиллы признаны самыми редкими и дорогими. В 1928 году пальто из шиншиллы стоило полмиллиона золотых марок. В 1992 году шуба из шиншиллы стоила 22 тысячи долларов.
Длиннохвостая шиншилла содержится в качестве домашнего животного и разводится на мех на многочисленных фермах и частных крольчатниках. Мех малой, или длиннохвостой шиншиллы серовато-голубоватый, очень мягкий, густой и прочный. Мех больших, или короткохвостых шиншилл несколько худшего качества.
Сейчас грызуна охраняют в местах исконного обитания в Южной Америке, однако их ареал и численность сильно сократились.

## Биология
Биология шиншилл в естественных местах обитания мало изучена, основные данные о поведении, размножении, физиологии получают в искусственных условиях. Большинство данных относятся к длиннохвостым шиншиллам ввиду их массового разведения в неволе.
Голова шиншиллы округлой формы, шея короткая. Длина тела составляет 22—38 см, хвост имеет длину 10—17 см и покрыт жёсткими остевыми волосками. Голова крупная, глаза большие, уши округлые, 5—6 см, вибриссы 8—10 см. Задние конечности четырёхпалые, вдвое длиннее передних пятипалых, и позволяют совершать высокие прыжки. Пальчики на передних лапках хватательные. Зубов 20, в том числе 16 коренных, растущих в течение всей жизни. Ушные раковины шиншилл имеют специальные перепонки, с помощью которых зверьки закрывают свои уши, когда принимают песочные ванны; благодаря этому песок не попадает внутрь. Шиншиллам свойственен половой диморфизм: самки крупнее самцов и могут иметь массу до 800 граммов; масса самцов обычно не превышает 700 граммов. Шиншиллы приспособлены к ночной жизни: большие чёрные глаза с вертикальными зрачками, длинные (8—10 см) вибриссы, крупные округлые уши (5—6 см). Передние конечности пятипалые: четыре хватательных пальчика и один мало используемый.
Сильно развитый мозжечок обеспечивает хорошую координацию движений, необходимую для безопасного перемещения по скалам.
Шиншиллы относятся к травоядным. Основу их рациона составляют различные травянистые растения, в основном злаковые, также семена, мхи, лишайники, кустарники, кора деревьев, мелкие насекомые. В неволе едят только сушёные продукты (такие как сушёные яблоки, морковь, сено, крапива и корни одуванчика), гранулят как основной корм.
Шиншиллы издают очень интересные звуки: когда им что-то не нравится, они издают звук, похожий на кряканье или чириканье. Если их разозлить очень сильно, то они начинают издавать звуки, похожие на рычание или сморкание, а порою при этом очень быстро щёлкают зубами. Если они больно ударятся или сильно испугаются, то могут очень громко запищать. Но шиншиллы не беззащитны — при угрозе они могут атаковать: встают высоко на задние лапы, начинают «рычать», пускают струю мочи, а затем вцепляются зубами.

### Мех

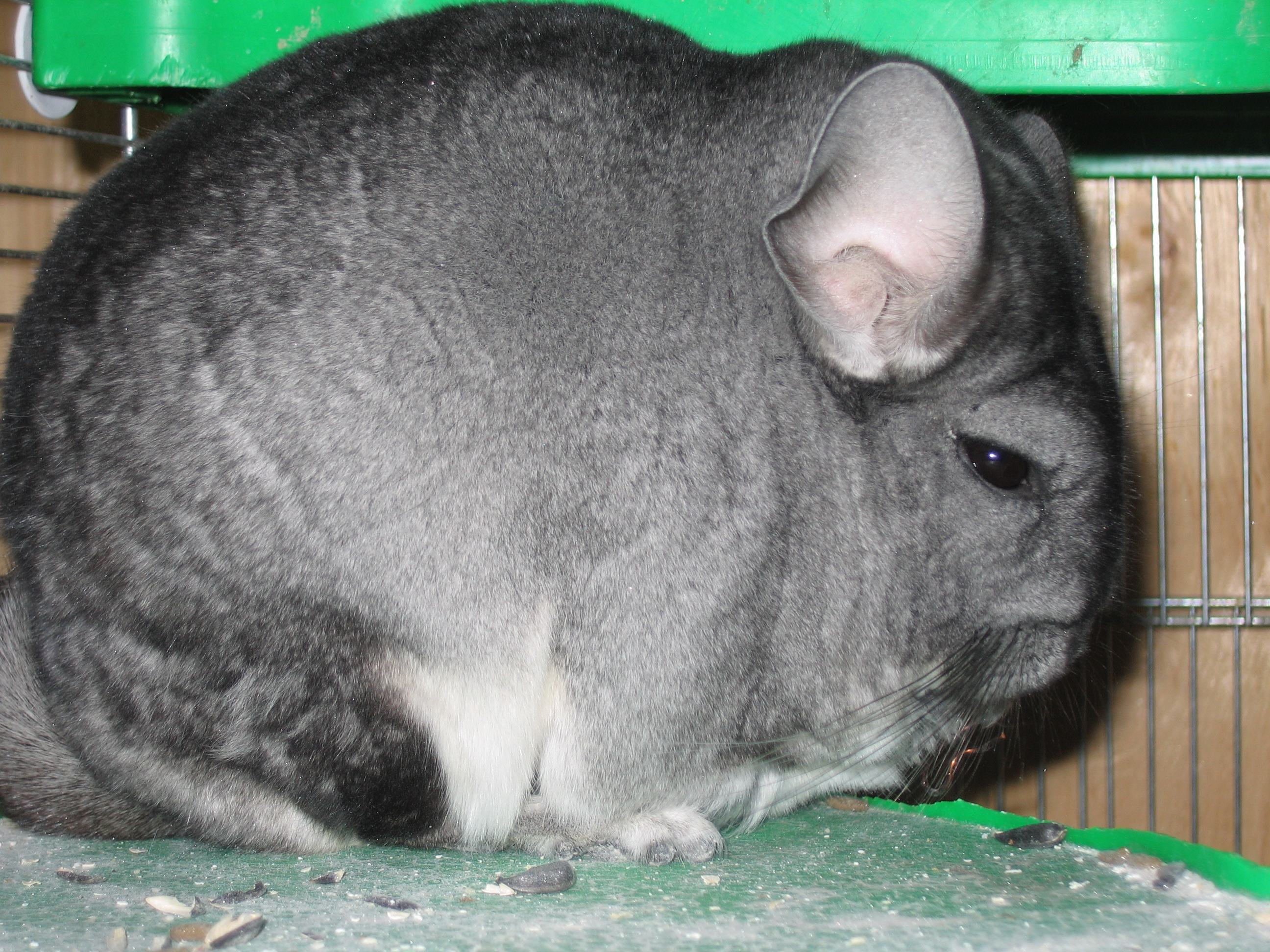
Шиншилла обладает очень ценным мехом

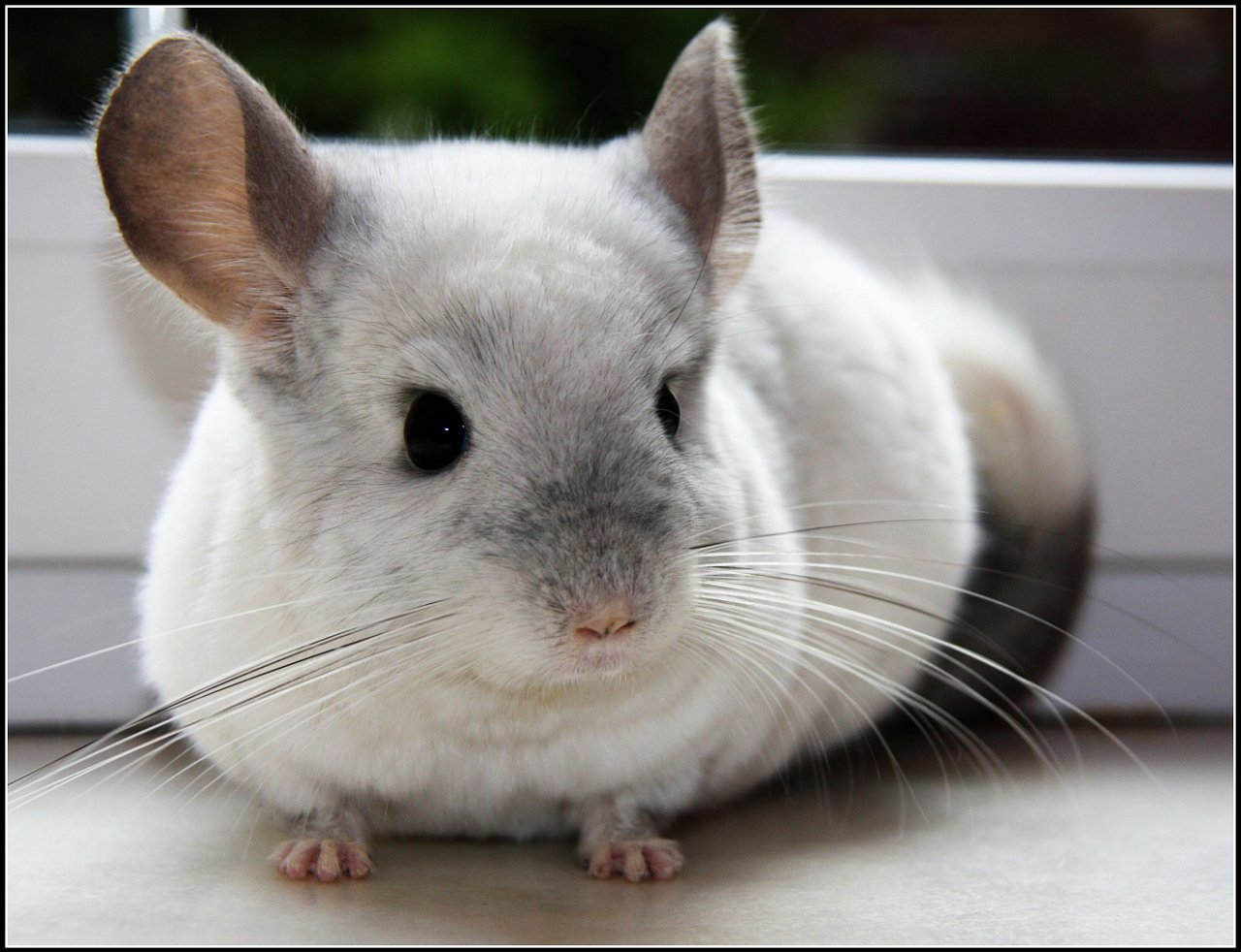
Белый Вильсон

Следствием проживания в холодном горном климате является густой и тёплый мех. Мех у шиншилл является одним из наиболее плотных среди животных — на один квадратный сантиметр кожи приходится более 25000 волосков. Такая высокая плотность обеспечивается необычным строением меха: из каждой волосяной луковицы растут 60—80 тончайших волосков. Жёсткие остевые волосы у шиншилл отсутствуют, пуховые волосы имеют толщину всего лишь 12—16 мкм, кроющие волосы — 24—28 мкм и на 4—8 мм длиннее пуховых. Мех шиншилл настолько плотен, что в нём не могут обитать паразиты, обычные для других пушных животных. У шиншилл отсутствуют потовые и сальные железы, при попадании в воду мех сразу намокает, и животное не может держаться на поверхности. Для избавления от влаги, удаления выпавших волос и очистки меха шиншиллы регулярно купаются в вулканическом пепле и мелкой пыли, а также в мелком песке.
Все окрасы современных, разводимых в неволе шиншилл, можно разделить на мутационные виды и межвидовые* гибриды. При этом мутационные, в свою очередь, делятся на две группы: рецессивную: не агути, угольный, альбинотичный, белый рецессивный, мглистый, бежевый Польский, бежевая Суливана, бежевая Веллмана, сапфировый, фиолет, пёстрый, и доминирующую: чёрный бархат, бежевый Товер, белый Вильсон, эбони.

### Зубы

#### Зубная система
Шиншилла имеет 20 зубов. У шиншилл сравнительно маленькая и узкая ротовая полость, но с хорошо развитыми деснами. Взрослые животные имеют в обеих челюстях (верхней и нижней) 20 зубов, из них 4 резца и 16 коренных. Коренные зубы глубоко посажены в челюстные кости. Поперечный разрез такого зуба имеет форму квадрата. Новорождённые шиншиллы имеют 8 коренных зубов и 4 резца. Резцы, сильно выступающие, долотообразные, относительно узкие и постоянно растущие расположены друг напротив друга по два на нижней и верхней челюсти. Передняя поверхность резцов покрыта толстым слоем красноватой или желтоватой эмали, задняя же — дентином. Задняя сторона, лишённая эмали, стирается скорее и придаёт верхушке резцов форму острого долота.
Коронки резцов заходят друг на друга — верхняя на нижнюю. Длина коронок этих зубов от 0,6 до 1,2 см. Резцы служат в основном для удерживания пищи и откусывания её частей.
Коренные зубы (моляры и премоляры):
- 4 премоляра — малых коренных зуба (по одному на каждой стороне верхней и нижней челюсти).
- 12 моляров — больших коренных зубов (по три на каждой стороне верхней и нижней челюсти).

Моляры, расположенные в задней части челюстей, вместе с премолярами объединяются в группу щечных зубов. Её элементы у шиншиллы обладают широкой, ребристой жевательной поверхностью для раздавливания и перемалывания пищи.
Коренные зубы образованы поперечными пластинами без цемента (коронки из 2 параллельных пластинок). Поперечный разрез коренного зуба имеет форму квадрата. Коренные зубы глубоко посажены в челюстные кости. Полная длина этих зубов составляет 1,2 см (длина корня — 0,9 см и высота коронки — 0, 3 см). Верхние и нижние коренные зубы расположены напротив друг друга, соприкасаясь всей поверхностью. Между резцами и премолярами находится широкий беззубый промежуток — диастема; клыки отсутствуют. Такое расположение зубов позволяет грызунам прогрызать сравнительно твердые материалы и выплевывать частицы последних через диастему, даже не беря их в рот. Взрослая шиншилла имеет зубы оранжевого цвета, однако детеныши шиншилл рождаются с белыми зубами, цвет которых меняется с возрастом. У новорождённых шиншилл 8 коренных зубов и 4 резца; резцы растут всю жизнь. В настоящее время широкое распространение получило содержание в качестве домашних питомцев различных декоративных грызунов (хомячков, крыс, песчанок, морских свинок, дегу, шиншилл) и кроликов. При неправильном содержании у домашних особей возможно развитие дентального синдрома, как у грызунов и кроликов.

#### Формула зубов
Поскольку у разных видов млекопитающих зубы гомологичны, то есть одинаковы по эволюционному происхождению (за редкими исключениями, например, у речных дельфинов зубов больше сотни), каждый из них занимает строго определённое положение относительно других и может быть обозначен порядковым номером. В результате характерный для вида зубной набор нетрудно записать в виде формулы. Поскольку млекопитающие — двусторонне-симметричные животные, такую формулу составляют только для одной стороны верхней и нижней челюстей, помня, что для подсчёта общего числа зубов необходимо умножить соответствующие цифры на два. Развёрнутая формула (I — резцы, C — клыки, P — премоляры и M — моляры, верхняя и нижняя челюсти — числитель и знаменатель дроби) для набора зубов шиншиллы, состоящего, как уже говорилось ранее, из четырёх резцов, 4 премоляров и 12 моляров, формула выглядит следующим образом:
| I | C | P | M |
| - | - | - | - |
| 1 | 0 | 1 | 3 |
| 1 | 0 | 1 | 3 |

- Сумма чисел в формуле — 10, умножаем на 2, получаем 20 — полное число зубов.

#### Тип зубной системы
У большинства зверей две смены зубов — первая, временная, называемая молочной, и постоянная, свойственная взрослым животным. У них резцы и премоляры раз в жизни полностью замещаются, а моляры вырастают без молочных предшественников. Но некоторые млекопитающие (неполнозубые, китообразные) развивают всего одну смену зубов на протяжении всей жизни и называются монофиодонтными. К монофиодонтным относятся и шиншиллы.

## Размножение
Шиншиллы в основном моногамны. С большей степенью достоверности факт беременности самки можно определить по изменению её массы, прирост самки составляет к предыдущему взвешиванию по 100—110 г через каждые 15 дней. Начиная с 60-дневного срока беременности у самки набухают соски и увеличивается живот. Беременным самкам скармливают качественный витаминизированный и разнообразный корм.
С приближением родов самка мало двигается, не прикасается к корму. Чаще всего рожает самка утром с 5 до 8 часов. Длятся роды от несколько минут до нескольких часов и происходят без посторонней помощи. При трудных родах самке дают 3—4 раза в сутки сахар в виде сиропа по 2—3 мл или песка по 1,5—2 г. Детёныши рождаются покрытыми пухом, с прорезавшимися зубами и открытыми глазами и в первый день способны передвигаться довольно свободно. Однодневных шиншилл взвешивают, определяют пол (у самки анальное и половое отверстие находится почти рядом, а у самцов на гораздо большем расстоянии). Новорождённые шиншиллята имеют живую массу 30—70 г. Самки более старшего возраста могут принести больше детёнышей, чем молодые (до 5—6 вместо 1—2). Самка через сутки после родов может быть покрыта самцом. В течение года самка может покрыться и принести детёнышей 3 раза, но третье покрытие нежелательно, так как организм самки сильно истощается.
Как правило, у самки молоко появляется в день родов, но бывают и задержки с появлением молока (до 3 суток). Поэтому если детёныши сидят сгорбившись, с опущенным хвостом, нужно осмотреть самку. При отсутствии у неё молока шиншиллят подсаживают к молочной кормилице или кормят их искусственно специальной смесью для прикорма котят. Первую неделю детёнышей поят через каждые 2,5—3 часа.
Лактационный период длится 45—60 дней, в этом возрасте шиншиллят примерно и отсаживают, можно отсаживать и в 30-дневном возрасте, особенно если детёнышей после отсадки подкармливать смесью для прикорма котят. Растёт молодняк довольно быстро, месячные детёныши почти в три раза превосходят свою однодневную массу и весят 114 г, в 60 дней — 201 г, в 90 дней — 270 г, в 120 дней — 320 г, в 270—440 г и взрослые — 500 г. Как правило, отсаженный молодняк содержат в обычных клетках по несколько голов, самок и самцов раздельно. Также нередко встречается и полигамное разведение шиншилл, когда на одного самца приходится по 2—4 самки, с возрастом количество самок может достигать 4—8.

## Первое упоминание

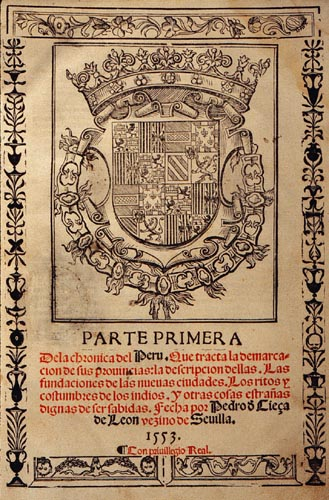
Первая часть книги «Хроника Перу», (1553 год).

В 1553 году животное (смешиваясь, видимо, с горными вискашами) упоминается в литературе — в книге «Хроника Перу»[уточнить] Педро Сьесы де Леона. Название шиншилл происходит от названия перуанской провинции Чинча (Перу).

## Разведение в неволе

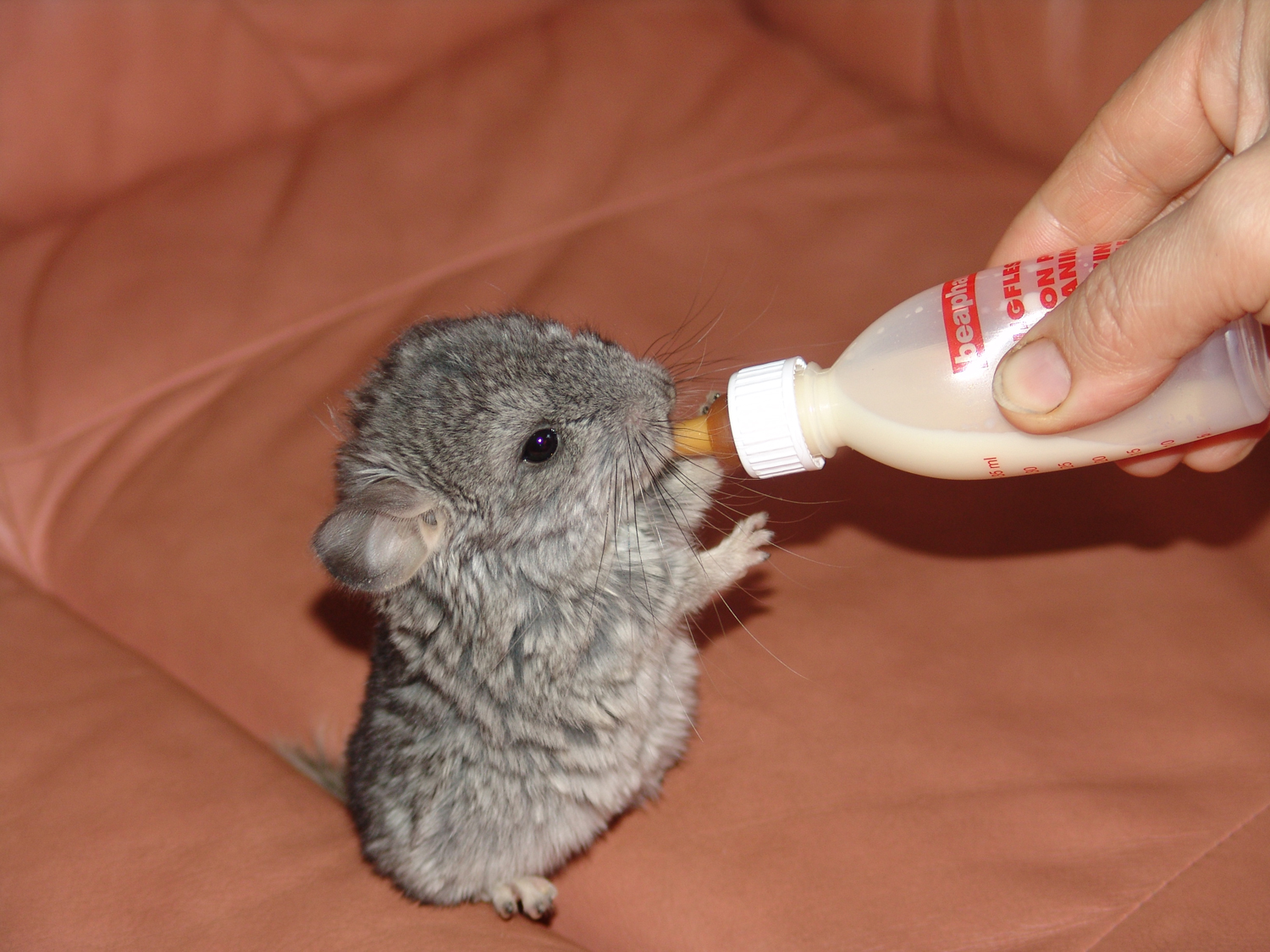
Искусственное вскармливание детёныша шиншиллы

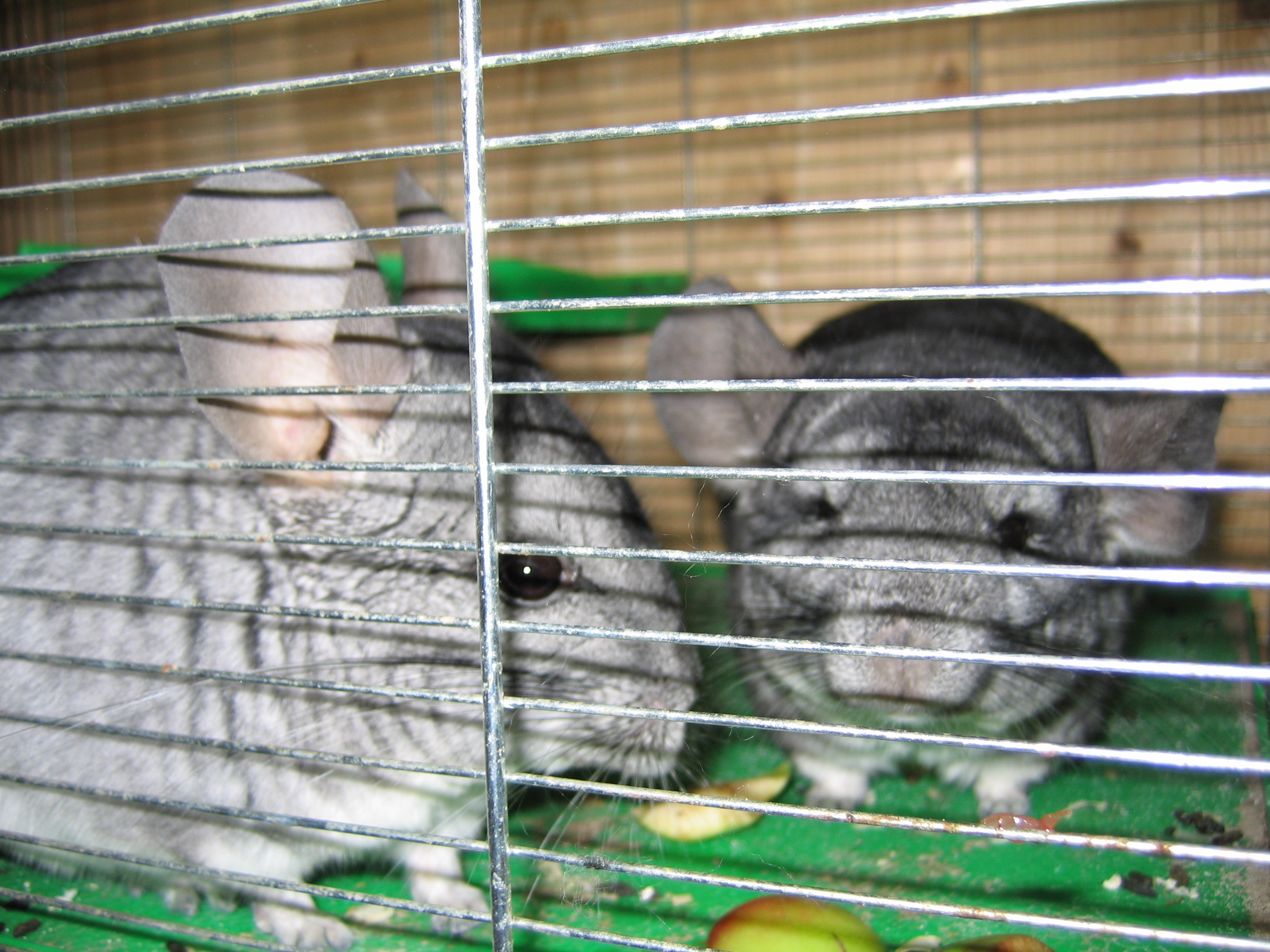
Самка и самец шиншиллы в клетке

Основоположником разведения шиншилл в неволе был американский инженер Матиас Ф. Чапмен. В 1919 году он начал поиск диких шиншилл, которые к тому времени встречались чрезвычайно редко. Он и 23 наёмных охотника за 3 года смогли изловить 11 шиншилл, из которых только три были самками. В 1923 году Чапмену удалось получить разрешение правительства Чили на вывоз шиншилл. Ему удалось адаптировать шиншилл к равнинному климату и переправить их в Сан-Педро (Калифорния). Эти животные стали родоначальниками нового вида искусственно разводимых пушных зверей. В конце 1920-х годов количество шиншилл ежегодно увеличивалось на 35 %, в начале 1930-х годов — на 65 %. В 1950-х годах шиншилловые фермы существовали в большинстве развитых стран.
В декабре 1960 года 100 пар шиншилл были ввезены в СССР из США, в городе Киров была организована шиншилловодческая ферма. В следующие годы некоторое количество шиншилл было роздано любителям-звероводам (и уже к началу 1977 года владельцы шиншилл имелись в 35 областях СССР).
С начала 1990-х годов наметилась не только тенденция содержания шиншилл в качестве домашних животных, но также и племенное разведение.

### Жизненный цикл
Половой зрелости шиншилла достигает в 7 месяцев (некоторые позже) и способна принести 2—3 помёта в год, в каждом из которых от 1 до 5 щенков, в среднем 2—3 щенка. Продолжительность беременности 111 (110—115) дней. Живут до 20 лет, при этом успешно размножаются до 12—15 лет. С увеличением потомства от 2—3 до 5 щенков за раз. У шиншиллы три пары рабочих сосков, которых вполне достаточно для выращивания 3 щенков (рассасывают 1 пару). Шиншиллята рождаются с прорезавшимися зубами, зрячими и покрытыми первичным волосом. С 5—7 дней они начинают поедать корм. Молодняк отсаживают от матери в возрасте 50 дней, когда они имеют живую массу 200—250 г. У шиншиллы заканчивается рост к 24 месяцам, при достижении ими живой массы 450—600 г. На племя оставляют наиболее крепких и плодовитых грызунов, отличающихся высококачественным волосяным покровом. При бонитировке (в 6—7 месяцев) шиншиллу оценивают по телосложению, живой массе, конституции, качеству волосяного покрова и его окрасу.
С 14-недельного возраста у щенков (приблизительно) можно определить качество волосяного покрова и прогнозировать его в 6—7 месяцев. При отборе в 6—7 месяцев на племя оставляют молодняк живой массой не менее 400 г, подвижных, здоровых, с нормальным развитием и густым волосяным покровом серого цвета с голубоватым оттенком. После достижения шиншиллой половой зрелости охота у самок повторяется в течение года с определённой цикличностью, в среднем через 30—35 дней (с колебаниями от 30 до 50 дней) и длится 2—7 дней. Наибольшую половую активность животные проявляют с ноября по май, с максимумом в январе — феврале. Наступление охоты у самки можно определить по её поведению и состоянию наружных половых органов. Самка в охоте становится более активной, за ней начинает ухаживать самец, громко фыркая. Самка отказывается от корма и разбрасывает его. Наружные половые органы самки припухают и розовеют, становится заметной открытая половая щель.